# Josephinia
Josephinia, biljni rod iz porodice sezamovki smješten u tribus Sesameae. Sastoji se od 3 vrsta iz Malezije i Australije Kew ovaj rod tretira kao sinonim za Sesamum.

## Opis
Zeljasto bilje. Listovi jednostavni ili složeni, rubovi cjeloviti ili režnjeviti. Cvjetovi aksilarni, pojedinačni. Ovule i sjemenke po 1 u svakom lokulusu. Plod okruglast ili elipsoidan, nerastavljen, drvenast oraščić, prekriven tvrdim bodljama, bez vršnog kljuna.

## Vrste
1. Josephinia celebica Blume
2. Josephinia eugeniae F.Muell.
3. Josephinia grandiflora R.Br.